# يزيد بن أبي حبيب
أبو رجاء يزيد بن أبي حبيب الأزدي مولاهم المصري (53 هـ - 128 هـ/ 673 - 745م) فقيه ومُحدث من الثقات من صغار التابعين، ومفتي مصر وعالمها، وُلد بعد سنة خمسين للهجرة في خلافة معاوية بن أبي سفيان بالفسطاط، ومات سنة ثمان وعشرين ومائة.

## سيرته
يزيد من صغار التابعين، نوبي الأصل، أسود اللون، يرجع نسبه إلى «دنقلا»، أخذ العلم عن بعض الصحابة وكبار التابعين الذين أقاموا بمصر، وأدرك عبد الله بن الحارث بن جزء الزبيدي الصحابي وحدث عنه.
ولد يزيد بن أبي حبيب في خلافة معاوية بن أبي سفيان بمدينة الفسطاط سنة 53هـ / 673م، وكان أبوه سويد أبي حبيب من الرقيق المملوكين للنوبة فوصل إلى ديار مصر، ضمن تبادل النوبة والمسلمين للسلع، وكانت النوبة من الأمم كثيرة الغزو، فكثر رقيقهم واشتهروا بكثرة الرقيق لديهم، وكانت الهدنة بين النوبة والمسلمين تنص على أن يؤمن المسلمون طريق تجارة النوبة، وكذلك يفعل النوبة للمسلمين. وقد ذكر المؤرخون أن والده أخذ أسير في حملة عبد الله بن سعد بن أبي سرح على النوبة عام 13 هـ، واعتنق الإسلام في مصر وتزوج وكان له أبناء منهم يزيد.
كان يزيد عالمًا بالفقه والحديث، عالما بالتاريخ وبالفتن والحروب وما يتعلق بفتح مصر وشئونها وولاتها، وأكثر الكندي في النقل عنه في كتابه «ولاة مصر وقضاتها»، وابن عبد الحكم في فتوح مصر والمغرب.وكان مفتي مصر في زمانه، وهو أول من أظهر بها الفقه، وهو عند أهل الحديث ثقة، قال عنه ابن سعد: «ثقة كثير الحديث»، وذكره ابن حبان في الثقات، وقال عنه الليث بن سعد: «يزيد بن أبي حبيب سيدنا عالمنا»، وقال عنه أبو سعيد بن يونس: «كان مفتي أهل مصر في أيامه، وكان حليمًا عاقلًا، وكان أول من أظهر العلم بمصر، والكلام في الحلال والحرام، ومسائل، إنهم كانوا قبل ذلك يتحدثون بالفتن والملاحم، والترغيب في الخير.». توفي يزيد بن أبي حبيب سنة 128هـ، وقد بلغ من العمر خمس وسبعين سنة.

## روايته للحديث
- حدث عن: عبد الله بن الحارث بن جزء الزبيدي، وأبي الخير مرثد بن عبد الله اليزني، وأبي الطفيل الليثي -إن صح- وسعيد بن أبي هند، وعكرمة مولى ابن عباس، وعطاء بن أبي رباح، وعلي بن رباح، وعراك بن مالك، وعمرو بن شعيب، ونافع، وأبي وهب الجيشاني، وإبراهيم بن عبد الله بن حنين، وأسلم أبي عمران التجيبي، والحارث بن يعقوب، وسويد بن قيس، وعبد الرحمن بن شماسة، وعيسى بن طلحة بن عبيد الله، ولهيعة بن عقبة والد عبد الله، ومحمد بن عمرو بن حلحلة، ومحمد بن عمرو بن عطاء، والهيثم بن شفي، وينزل إلى أن روى عن ابن شهاب الزهري بالإجازة.
- حدث عنه: سليمان التيمي، وزيد بن أبي أنيسة، ومحمد بن إسحاق، وعبد الحميد بن جعفر، وعمرو بن الحارث، وعبد الله بن عياش القتباني، وحيوة بن شريح، وسعيد بن أبي أيوب، ومعاوية بن سعيد التجيبي، ويحيى بن أيوب، والليث بن سعد، وابن لهيعة، ورشدين بن سعد، وإبراهيم بن يزيد الثاتي وآخرون.
- منزلته عند أهل الحديث: قال الذهبي: «وهو مجمع على الاحتجاج به»، ووثقه محمد بن سعد البغدادي، وذكره أبو حاتم بن حبان البستي في كتاب الثقات، وروى له الجماعة في كتبهم.[3]